# Ngôi sao Bạch Kim
Ngôi sao Bạch kim là giải thưởng âm nhạc do báo Màn ảnh Sân khấu tổ chức, vì không đủ kinh phí hoạt động nên giải thưởng chỉ diễn ra hai lần vào năm 2003 và 2006, trước khi báo bị sáp nhập vào Trung tâm Thông tin - Triển lãm Hà Nội năm 2021.

## Lần thứ 1
Trong lần tổ chức đầu tiên có 90.000 độc giả của báo Màn ảnh Sân khấu tham gia bình chọn, trong số này có hơn 83.000 phiếu dành cho Đan Trường và 76.000 phiếu dành cho Mỹ Tâm. 
Lễ trao giải diễn ra tối ngày 26 tháng 11 năm 2003, tại nhà hát Hòa Bình, Thành phố Hồ Chí Minh. Trong lễ trao giải một số ca sĩ triển vọng khác cũng được giới thiệu và biểu diên như Văn Thanh Tùng, Châu Gia Kiệt, Nini Khanh. Buổi lễ được dân dắt bởi người dẫn chưởng trình Thảo Vân. Một phần kinh phí của chương trình được dùng để ủng hộ "Quỹ vì người nghèo" của Uỷ ban Mặt trận Tổ quốc Việt Nam. Một số nhóm nữ tham đề cử đã tan ra trong thời gian bình chọn diễn ra, như: Tik tik tak, Con gái, Mắt Ngọc. Ngoài các nghệ sĩ, các khán giả có bình chọn chính xác cũng nhận được quà tặng của Ban Tổ chức.
| Ngôi sao Bạch Kim lần thứ 1          | Ngôi sao Bạch Kim lần thứ 1 | Ngôi sao Bạch Kim lần thứ 1 | Ngôi sao Bạch Kim lần thứ 1 |
| Hạng mục                             | Đạt giải                    | Các đề cử còn lại | Chú thích                   |
| ------------------------------------ | --------------------------- | --- | --------------------------- |
| Nhạc sỹ được yêu thích nhất          | Quốc An                     | Bảo Chấn, Hoài An, Xuân Phương, Võ Thiện Thanh, Anh Quân, Quốc Trung, Tuấn Khanh, Tường Văn, Trần Minh Phi, Minh Châu, Hồng Kiên, Nguyễn Nhất Huy, Lê Quang, Huy Tuấn, Vũ Quốc Việt | [ 6 ] [ 5 ]                 |
| Nhóm nhạc được yêu thích nhất        | MTV                         | Biển xanh, Sắc màu, Mắt Ngọc, Bức Tường, The Bells, Tik tik tak, Mây Trắng, Con gái, Ty My Ty, 2M                                                                                   | [ 6 ] [ 5 ]                 |
| Nữ ca sỹ có giọng hát xuất sắc nhất  | Mỹ Linh                     | Hồng Ngọc, Thu Minh, Ngọc Anh, Thanh Thảo, Thu Phương, Hồng Nhung, Thanh Lam, Trần Thu Hà, Mỹ Lệ, Cẩm Ly                                                                            | [ 6 ] [ 5 ]                 |
| Nữ ca sỹ được yêu thích nhất         | Mỹ Tâm                      | Hồng Ngọc, Thu Minh, Ngọc Anh, Thanh Thảo, Thu Phương, Hồng Nhung, Thanh Lam, Trần Thu Hà, Mỹ Lệ, Cẩm Ly                                                                            | [ 6 ] [ 5 ]                 |
| Nữ ca sĩ có phong cách ấn tượng      | Phương Thanh                | Hồng Ngọc, Thu Minh, Ngọc Anh, Thanh Thảo, Thu Phương, Hồng Nhung, Thanh Lam, Trần Thu Hà, Mỹ Lệ, Cẩm Ly                                                                            | [ 6 ] [ 5 ]                 |
| Nũ ca sĩ trẻ triển vọng              | Đoan Trang                  | Hồng Ngọc, Thu Minh, Ngọc Anh, Thanh Thảo, Thu Phương, Hồng Nhung, Thanh Lam, Trần Thu Hà, Mỹ Lệ, Cẩm Ly                                                                            | [ 6 ] [ 5 ]                 |
| Nam ca sỹ có giọng hát xuất sắc nhất | Đàm Vĩnh Hưng               | Lam Trường, Quang Linh, Bằng Kiều, Trọng Tấn, Lý Hải, Minh Thuận, Quang Dũng, Quang Hà, Tấn Minh, Ưng Hoàng Phúc, Việt Quang, Lâm Chí Khanh, Minh Quân, Nguyên Vũ, Tuấn Hưng        | [ 6 ] [ 5 ]                 |
| Nam ca sĩ có phong cách ấn tượng     | Nguyễn Phi Hùng             | Lam Trường, Quang Linh, Bằng Kiều, Trọng Tấn, Lý Hải, Minh Thuận, Quang Dũng, Quang Hà, Tấn Minh, Ưng Hoàng Phúc, Việt Quang, Lâm Chí Khanh, Minh Quân, Nguyên Vũ, Tuấn Hưng        | [ 6 ] [ 5 ]                 |
| Nam ca sỹ được yêu thích nhất        | Đan Trường                  | Lam Trường, Quang Linh, Bằng Kiều, Trọng Tấn, Lý Hải, Minh Thuận, Quang Dũng, Quang Hà, Tấn Minh, Ưng Hoàng Phúc, Việt Quang, Lâm Chí Khanh, Minh Quân, Nguyên Vũ, Tuấn Hưng        | [ 6 ] [ 5 ]                 |
| Nam ca sĩ trẻ triển vọng             | Quang Vinh                  | Lam Trường, Quang Linh, Bằng Kiều, Trọng Tấn, Lý Hải, Minh Thuận, Quang Dũng, Quang Hà, Tấn Minh, Ưng Hoàng Phúc, Việt Quang, Lâm Chí Khanh, Minh Quân, Nguyên Vũ, Tuấn Hưng        | [ 6 ] [ 5 ]                 |

## Lần thứ 2
Lễ trao giải Ngôi Sao Bạch Kim lần II diễn ra tối 23 tháng 1 năm 2007, do độc giả báo Màn Ảnh Sân Khấu và báo Thế giới Nghệ sĩ bình chọn sẽ diễn ra đêm 23 tháng 1 năm 2007 tại sân khấu Lan Anh, buổi lễ do báo Thế giới Nghệ sĩ, Công ty giải trí và truyền thông Việt Nam - VEC Media, công ty Dược phẩm Lan Khuê và nhà thuốc Mỹ Châu tổ chức.
| Ngôi sao Bạch Kim lần thứ 2          | Ngôi sao Bạch Kim lần thứ 2   | Ngôi sao Bạch Kim lần thứ 2                           | Ngôi sao Bạch Kim lần thứ 2 |
| Hạng mục                             | Đạt giải                      | Các đề cử khác                                        | Chú thích                   |
| ------------------------------------ | ----------------------------- | ----------------------------------------------------- | --------------------------- |
| Nhạc sỹ được yêu thích nhất          | Hoài An                       | Hồ Hoài Anh, Nguyễn Nhất Huy, Lê Quang, Thái Thịnh    | [ 10 ] [ 11 ]               |
| Nhóm nhạc được yêu thích nhất        | 5 dòng kẻ                     | AC&M, Mắt Ngọc, Mây Trắng, MTV                        | [ 10 ] [ 11 ]               |
| Nữ ca sỹ có giọng hát xuất sắc nhất  | Mỹ Tâm                        | Hồ Quỳnh Hương, Thanh Lam, Mỹ Linh, Hồng Nhung        | [ 10 ] [ 11 ]               |
| Nam ca sỹ có giọng hát xuất sắc nhất | Đàm Vĩnh Hưng                 | Quang Dũng, Tùng Dương, Đan Trường, Lam Trường        | [ 10 ] [ 11 ]               |
| Nữ ca sĩ triển vọng                  | Lệ Quyên, Mỹ Dung, Khánh Ngọc | Lương Bích Hữu, Ngô Thanh Vân                         | [ 10 ] [ 11 ]               |
| Nam ca sĩ triển vọng                 | Hoàng Thiên Long, Đăng Khôi   | Anh Kiệt, Cao Thái Sơn, Trần Tâm                      | [ 10 ] [ 11 ]               |
| Nữ ca sỹ được yêu thích nhất         | Phương Thanh                  | Thanh Thảo, Hồ Ngọc Hà, Mỹ Linh, Mỹ Tâm               | [ 10 ] [ 11 ]               |
| Nam ca sỹ được yêu thích nhất        | Đan Trường                    | Đàm Vĩnh Hưng, Ưng Hoàng Phúc, Lam Trường, Quang Vinh | [ 10 ] [ 11 ]               |
| Ca sỹ có phong cách ấn tượng         | Đàm Vĩnh Hưng                 | Tùng Dương, Phương Thanh, Mỹ Tâm, Kasim Hoàng Vũ      | [ 10 ] [ 11 ]               |
| Sự nghiệp toả sáng                   | Hồng Nhung                    |                                                       | [ 10 ] [ 11 ]               |